# Statue de Goldorak
La statue de Goldorak est une sculpture construite en fer forgé installée dans la ville-basse de la ville de Thiers dans le département du Puy-de-Dôme.

## Localisation
La statue se trouve au centre d'un des principaux ronds-points de Thiers. Elle est également située au croisement de la route départementale n°906 (ancienne Route nationale 106) et de la route départementale n°2089 (ancienne Route nationale 89), en face du centre commercial La Varenne.

## Contexte
Désireuse de se faire connaître, une entreprise du bassin thiernois nommée « Fer ou Refer » décide de construire une statue représentant Goldorak, un héros de manga et de série animée japonaise dans les années 1970 et 1980 et de la prêter pour une durée de 2 mois à la ville de Thiers et au département du Puy-de-Dôme qui donnent leurs accords pour l'installer sur un rond-point fréquenté de la commune. Un des éléments importants de cette livraison est sa date d'installation ; le 22 décembre. En effet, l'entreprise veut également faire un cadeau aux Thiernois pour les fêtes de Noël,.